# Ophiuraster
Ophiuraster is een geslacht van slangsterren uit de familie Ophiuridae.

## Soorten
- Ophiuraster belyaevi Litvinova, 1998
- Ophiuraster perissus H.L. Clark, 1939
- Ophiuraster symmetricus Fell, 1958